# Iron Marge
«Iron Marge» (с англ. — «Железная Мардж») — шестая серия тридцать пятого сезона мультсериала «Симпсоны». Впервые вышла 12 ноября 2023 года в США на телеканале «Fox».

## Сюжет
В 3 часа ночи Барт смотрит «Джон Уик 4», который ему не разрешают смотреть. Но вдруг на Вечнозелёной аллеи происходит авария. Когда все соседи собираются на улице, другие матери смеются над халатом Мардж — поврежденным, изношенным и перевязанным зарядным кабелем. Женщины рассказывают, что они получают халаты в качестве подарков от детей, на что Мардж отвечает, что её дети дарят ей подарки, сделанные собственноручно.
Тем временем Кирк ван Хутен чуть не наступил на оголённый провод, но, к счастью, Гомер останавливает его. После похвалы от Кирка Гомер рассказывает об этом своим, стоящим рядом, друзьям — Ленни и Карлу. Они предлагают ему рассказать об опасности в мобильном приложении «Паникёр» (англ. Alarmist). Гомер качает это приложение и публикует туда видео о проводе. Но Гомер видит, что он в конце таблицы лидеров, и продавец комиксов советует ему научиться веять страх, чтобы подняться выше. Гомер заявляет, что научиться этому, даже если это самое бесполезное занятие в его жизни.
На следующий день Барт делает подарок на день рождения для Мардж из макарон. Лиза говорит брату, что в этом году им нужно купить Мардж хороший подарок. Дети идут к Неду, который даёт им 44 доллара за самую незначительную работу. В универмаге они хотят купить маме новый халат. Взяв халат, дети идут на кассу, но вдруг к ним сваливается детский набор шпиона. Дети представляют, как они им пользуются в своё благо. Хотя Лиза настаивает на покупке халата, но Барт убеждает, что для Мардж главное не подарок, а внимание. Лиза всё равно говорит, что это неправильно, но Барт уже стоит с набором на кассе. В качестве подарка к шпионскому набору на кассе они получают чехол для гладильной доски, и решают подарить его маме.
На праздничном ужине Мардж открывает свои подарки и разочаровывается, когда получает два чехла для гладильной доски. Мардж всё равно радуется подаркам, из-за чего дети чувствуют себя довольными, а потом оказывается, что у Мардж уже был точно такой чехол. Придя в домик на дереве Барта, Барт и Леса используют устройство для подслушивания чужих разговоров. Вдруг они слышат разговор Неда Фландерса с Мардж. Женщина говорит, ей стыдно из-за того, что она расстроилась подарку на день рождение и ей кажется, что на неё никто не замечает. Дети решают, что это они виноваты и должны подарить что-нибудь по-лучше.
Тем временем Гомер поднимается в таблице лидеров «Паникёра» на первое место после сообщения о незначительных и не правдивых проблемах. При обнаружении очередной «угрозы», он обнаруживает, что кто-то по имени Серебряная пуля уже сообщил о ней. Серебряной пулей оказывается Агнес Скиннер.
Дома Барт и Лиза пытаются составить список вещей, которые они знают о своей матери, однако обнаруживают, что на самом деле ничего не знают. Они используют шпионский набор, чтобы проникнуть в ящик воспоминаний Мардж. Дети находят фото с детства Мардж, когда у неё был попугай Пити. Барт и Лиза выясняют, что Пити забрали в Северный Таунсбург и решают поехать туда, чтобы найти его.
Гомер и Агнесс начинают соревноваться, и сообщают обо всём как об «угрозе», в итоге они отпугивает всех людей с парке. Впоследствии у сломанного спринклера открывается пропасть, в которую они оба падают.
Между тем в Таунсбурге дети узнают, что Пити сбежал и присоединился к стае диких попугаев в городе. Огорчённые тем, что им снова не удалось найти Пити, они возвращаются к автобусной остановке, где слышат Пити на близстоящем дереве. Они заманивают его вниз, используя запись голоса Мардж, и ловят птицу в шпионский набор, затем они отправляются обратно в Спрингфилд.
В пропасти Гомер и Агнесс кричат о помощи, но из-за сообщённых «угроз» в парке никого нет. Они продолжают спорить, пока Агнес не давиться конфетой. Гомер спасает её и чувствует гордость за это — настоящее спасение жизни. Гомер помогает Агнес выбраться из ямы, и она уходит, после чего сообщает о Гомере, как о опасности (и этим возвращается к лидерству в «Паникёре»).
Дома Барт и Лиза приносят Пити к Мардж, от чего у неё… паника. Вдруг Пити на неё набрасывается и разрушает спальню. Мардж рассказывает детям, что Пити таким образом проявляет одержимую привязанность к ней. Из-за этого ужаса его и отдали. Детям опять грустно, поскольку они просто хотели воссоединить Мардж с её другом детства. Когда Мардж осознаёт, сколько усилий приложили дети, чтобы сделать для неё хороший подарок, она благодарит их. Вместе они собираются увезти Пити обратно в Таунсбург.
В сцене во время титров в 3 часа ночи раздаётся звук аварии, который снова будит всех соседей. Когда все выходят, они ничего не замечают. Матери замечают новый халат Мардж, который ей купили Барт и Лиза. Она демонстрирует его им, от чего они в восторге. Но все обеспокоены тем, что не увидели ничего, что могло бы вызвать шум. Оказывается, что это Барт и Лиза использовали шпионский набор, сымитировав звук аварии, чтобы Мардж могла похвастаться новым халатом. Вместе с Мардж по рациям часов, они говорят, что миссия выполнена.

## Производство
Серия вышла в 20:30 вместо привычных 20:00.
Сюжет эпизода вдохновлён настоящим опытом сценариста Майка Скалли.
Когда Майк Скалли и его брат были детьми, они собирали на подарок их маме на день рождения, но их соблазнила игрушка, и они решили купить своей маме чехол для гладильной доски. Мы предлагали другие плохие подарки, но чехол для гладильной доски просто идеален.Кэролин Омайн, 
Скалли также признался, что это был тот самый магазин, где его поймали на краже, что стало вдохновением для сценария серии «Marge Be Not Proud», которую также написал он.
По словам Кэролин Омайн, со-исполнительной продюсерки эпизода, мечта Лизы подслушивать «клуб крутых девчонок» вдохновлена её детской паранойей быть крутой, как они.
Кэролин Омайн раньше имела какаду, а у Майка Скалли был жако (серый попугай), поэтому они знают, как ведут себя попугаи. Также Омайн сказала: «во многих районах Лос-Анджелеса есть стаи диких попугаев. Я каждый день вижу, как они летают над моим двором. Они кажутся счастливыми. Я уверена, что с Пити всё будет хорошо, когда его бросят в Таунсбурге».
Название автомастерской в Таунсбурге, куда приходят Барт с Лизой, «Art’s Auto Service» является данью уважения автомастерской «Art Omine Auto Service» отца Омайн.
Я показала ему дизайн механической мастерской, и он был в восторге. К сожалению, в августе он скончался. Я не ожидала, что это будет каким-то увековечением, но я рада, что это так.Кэролин Омайн, 
Из-за забастовки Гильдии сценаристов США с мая по сентябрь 2023 года, у творческой команды не было достаточно времени для редактирования цветной версии серии. В результате была вырезана сцена в автобусе, в которой Барт и Лиза едут, вместе с «Sha-Na-NABBA» (пародия на группу «ABBA»), которая мучила бы детей своими репетициями. «Это было слишком сложно, чтобы исправить» — сказала Омайн.

## Культурные отсылки и интересные факты
- Персонаж на пижаме продавца комиксов — это кошачья версия Г.И.Р. из мультсериала «Пришелец Зим»[9].
- Приложение «Alarmist» основано на приложении «Citizen» (рус. Гражданин), где пользователи сообщают об опасных ситуациях в своих районах с помощью видео и текста[10].
- Безумец, который бананом грозит почтальону на статуе в Таунсбурге — это актёр Николас Кейдж[11].

## Отзывы
Во время премьеры серию просмотрели 1,92 млн человек с рейтингом 0.6, что сделало её вторым самым популярным шоу на телеканале Fox той ночью, после «Крапополиса».
Сайт «Bubbleblabber» оценил серию на 8/10.